# ویلیام جردن (قایقران روئینگ)
ویلیام جردن (انگلیسی: William Jordan; ۲۵ ژوئن ۱۸۹۸ – ۱۳ ژوئیهٔ ۱۹۶۸) قایقران روئینگ اهل ایالات متحده آمریکا بود.